# Семенівка (Звенигородський район)
Семе́нівка — село в Україні, у Лисянській селищній громаді Звенигородського району Черкаської області. Центр Семенівської сільської ради. Свого часу село було об'єднане з сусіднім селом Погибляк. Населення села становить 369 осіб (2005; 412 у 2001, 1334 у 1972).

## Географія
Розташоване по обидва береги річки Гнилий Тікич, на південному березі водосховища, що утворилось перед греблею ГЕС та на лівому березі Свинотопки, правої притоки Гнилого Тікича.

## Історія
На території Семенівки археологами виявлено поселення трипільської та черняхівської культур, древній курган.
У Другій Світовій війні брали участь 423 селян, з них 206 — загинули. На їх честь в селі було створено меморіальний комплекс (братська могила радянських воїнів та обеліск на честь загиблих). 95 воїнів були удостоєні урядових нагород.

## Населення
Згідно з переписом УРСР 1989 року чисельність наявного населення села становила 928 осіб, з яких 404 чоловіки та 524 жінки.
За переписом населення України 2001 року в селі мешкали 402 особи.

### Мова
Розподіл населення за рідною мовою за даними перепису 2001 року:
| Мова       | Відсоток |
| ---------- | -------- |
| українська | 98,54 %  |
| російська  | 1,46 %   |

## Сьогодення
Серед релігійних громад в селі присутні Адвентисти сьомого дня.
В Семенівці працюють фельдшерсько-акушерський пункт, сільська бібліотека з фондом в 6 тис. книг та Будинок культури. На річці Гнилий Тікич в закинутому стані знаходиться ГЕС, збудована ще в 1956 році. За радянської влади в селі працював колгосп «Перемога», що використовував 2,5 тисяч га сільськогосподарських угідь.

## Відомі люди
Уродженцями села є Ілько Вакулович Корунець (1922-2018) — професор, лінгвіст, член національної спілки письменників України. Верещака Микола Анатолійович (1960 р.н.) —доктор філософії, кандидат технічних наук, почесний працівник морського та річкового транспорту України, почесний працівник транспорту України. Верещака Григорій Анатолійович (1967 р.н.) — почесний працівник морського та річкового транспорту України, капітан далекого плавання.
За досягнуті успіхи в сільськогосподарському виробництві 96 колгоспників (на 1972 рік) нагороджено орденами і медалями СРСР, серед них бригадир І. А. Козир, шофер А. М. Верещака — орденом Трудового Червоного Прапора.